# Jarrow
Jarrow ist eine Stadt im Nordosten Englands am Fluss Tyne. 2011 lebten hier 23.405 Einwohner. In Jarrow gab es vom 7. bis zum 15. Jahrhundert ein Kloster, in dem unter anderen Beda Venerabilis lebte. Vom 19. bis zum frühen 20. Jahrhundert war die Stadt ein Standort des Schiffbaus.
2010 beantragte die britische Regierung die Aufnahme des Klosters in die Welterbeliste der UNESCO, jedoch erfolglos.

## Geschichte
Seit dem 1. Jahrhundert gab es im Gebiet der heutigen Stadt ein römisches Kastell. Im 5. Jahrhundert entstand in dessen Überresten eine Siedlung der Angeln. 682 wurde in Jarrow ein Kloster gegründet, eines der frühesten Zentren monastischer Kultur und Bildung in England. 794 wurde es von Wikingern überfallen, 860 von den Dänen zerstört. Um 1070 begann eine Neubelebung klösterlichen Lebens. 1545 wurde die Benediktiner-Abtei aufgelöst.
Im 19. Jahrhundert entwickelte sich Jarrow zu einem Standort des Schiffbaus. 1861 wurde die Palmers Werft gegründet. 1935 musste sie wieder schließen. 1936 nahmen mehrere hundert ehemalige Werftarbeiter und Gewerkschafter am Marsch von Jarrow nach London teil, um gegen die Stilllegung der Werft zu protestieren.
Von 1940 bis 1980 wurden in Jarrow wieder Schiffe gebaut.
In den letzten Jahrzehnten entstanden viele Arbeitsplätze im Dienstleistungsbereich.

## Persönlichkeiten
- Beda Venerabilis (672/673–735), Mönch
- Steve Cram (* 1960), Mittelstreckenläufer, Weltmeister
- John Miles (1949–2021), Gitarrist, Keyboarder
- Charles Mark Palmer, Unternehmer, Bürgermeister
- Alan Plater (1935–2010), Dramatiker
- Ellen Wilkinson (1891–1947), Politikerin, zweite Ministerin Großbritanniens 1945–1947